# Sana Ben Achour
Pour les articles homonymes, voir Achour.
Sana Ben Achour (arabe : سناء بن عاشور), née en 1955 à La Marsa, est une universitaire, juriste et militante tunisienne, spécialiste de droit public.

## Biographie
Issue de la célèbre famille Ben Achour, elle est professeure agrégée en droit public à la faculté des sciences juridiques, politiques et sociales de Tunis.
Sana Ben Achour réalise sa carrière dans l'enseignement juridique et la recherche scientifique en droit. Ses travaux couvrent principalement quatre domaines : l'urbanisme et le patrimoine culturel, le droit tunisien durant la période coloniale, la condition des femmes, la démocratie et les libertés publiques.
Militante engagée pour l'égalité et la citoyenneté, elle est liée à plusieurs organisations : l'Association tunisienne des femmes démocrates, dont elle a été la présidente, l'Association des femmes universitaires pour la recherche et le développement et le collectif « Maghreb 95 Égalité ». Elle est par ailleurs membre du Comité supérieur des droits de l'homme et des libertés fondamentales et membre fondatrice du Conseil national pour les libertés en Tunisie.  
En 2012, elle fonde une maison pour héberger des femmes dans le besoin, baptisée Beity. 
En 2015, elle figure parmi les 100 femmes distinguées par la BBC.

## Vie privée
Née dans une famille de lettrés et de magistrats de la bourgeoisie tunisoise, elle est la fille de Mohamed Fadhel Ben Achour et la sœur de Rafâa et Yadh Ben Achour.

## Publications
- Violences à l'égard des femmes : les lois du genre, Tunis, Réseau euro-méditerranéen des droits de l'homme, 2016.
- (ar) Dictionnaire des termes et des expressions de la constitution tunisienne, Tunis, Faculté des sciences juridiques, politiques et sociales de Tunis, 2017[6] (avec Rafâa Ben Achour, Sarra Maaouia Kacem, Mouna Kraiem Dridi et Amira Chaouch).